# Оцикет
Оцике́т — (англ. Ocicat, OCI) порода короткошерстих кішок, що своїм забарвленням нагадують диких ссавців оцелотів через що вони й отримали таку назву.

## Виникнення породи
У 1964 році фелінолог Вірджинія Дейл з американського штату Мічиган, займаючись розведенням сіамських кішок, з метою отримання тварин із забарвленням таббі схрестила сіамських кішок з абіссинсько-сіамськими метисами. Таким шляхом було отримано кошеня з кремовою шерсткою в золотавих плямах, його забарвлення нагадувало за характером забарвлення дикого кота оцелота.

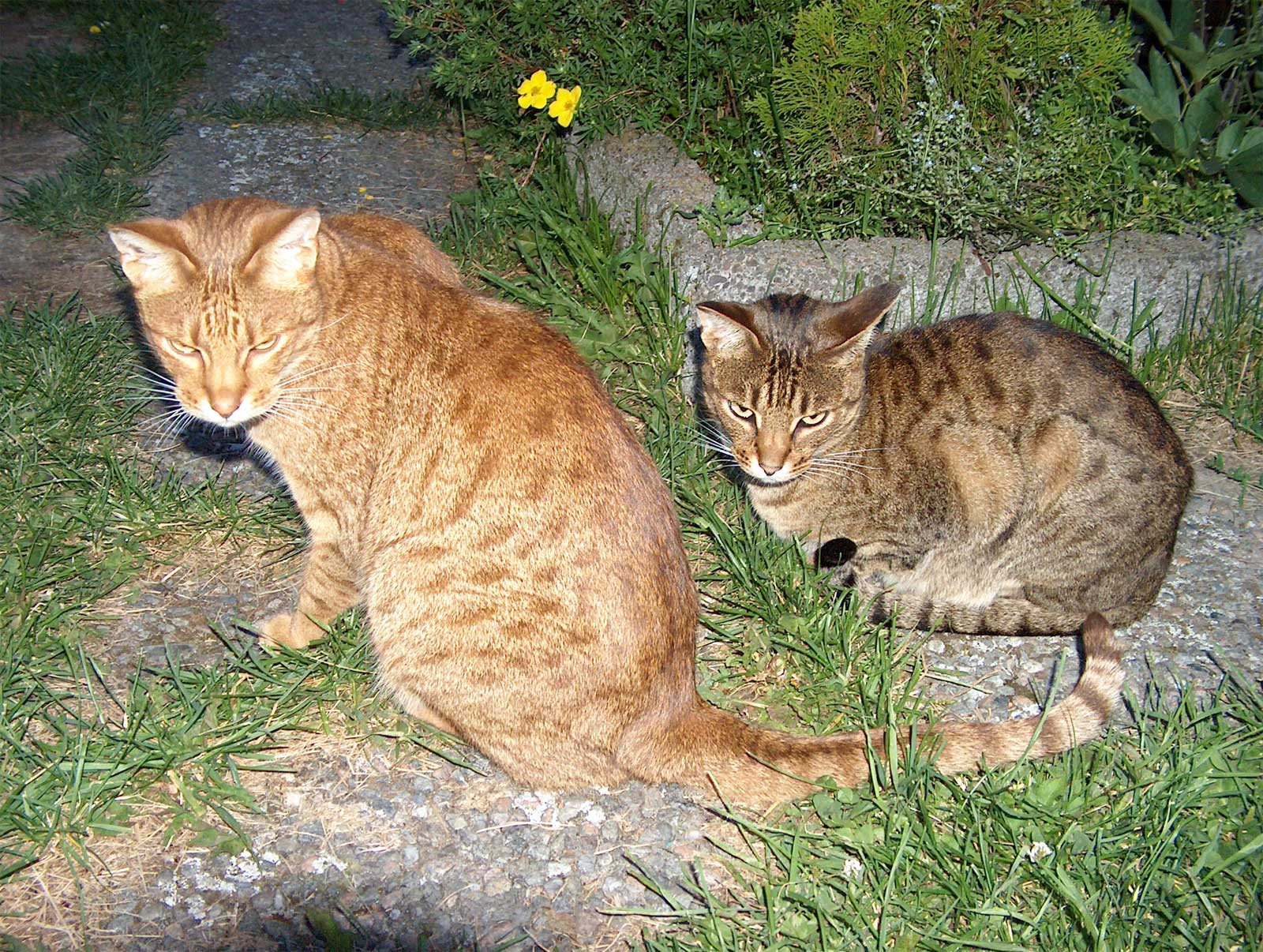
Два оцикета

Того кошеня назвали Тонга. Це був кіт, якого згодом кастрували й продали, але, з усім тим, він став першим представником нової породи — оцикет. За допомогою вчених-генетиків заводчиця розробила програму селекційної роботи з виведення оцикетів. Проводилися схрещування, в яких використовувалися абіссинські, сіамські, американські короткошерсті і деякі інші породи плямистих кішок. У 1987 році порода була офіційно зареєстрована в США. Потім, деякі заводчики продовжували схрещувати цих кішок з абіссинськими, для того, щоб знизити ступінь близькоспорідненого розведення і поліпшити тип. Нині порода вважається «усталеною» і схрещування з іншими породами не допускаються,.
Зараз цю породу розводять в основному в США та ще є декілька розплідників у Франції.

## Опис породи
Оцикет — велика м'язиста кішка (кішки трохи менше, ніж коти). На лапах у кішки «кілечка», а на шиї — незавершений «нашийник». Плями розташовані по всьому тілу і на хвості, вони мають подовжену форму, обрамлені п'ятьма кільцями, тон по краях плям більш насичений. Як і у всіх кішок породи таббі, на лобі у цих кішок пляма у вигляді букви «М» і чітко помітний «скарабей». Голова швидше округлої форми, але наближається до трикутника. Морда майже квадратна, не загострена, підборіддя сильне. Очі мигдалеподібної форми, далеко розставлені, колір може бути золотаво-жовтий, помаранчевий, зелений і блакитний, залежно від кольору плям. Вуха досить великі, розташовані з обох боків голови, іноді на кінчиках бувають китиці, як у рисі. Шерсть тонка й глянсова, із зонарно пофарбованими шерстинками,.

## Характер

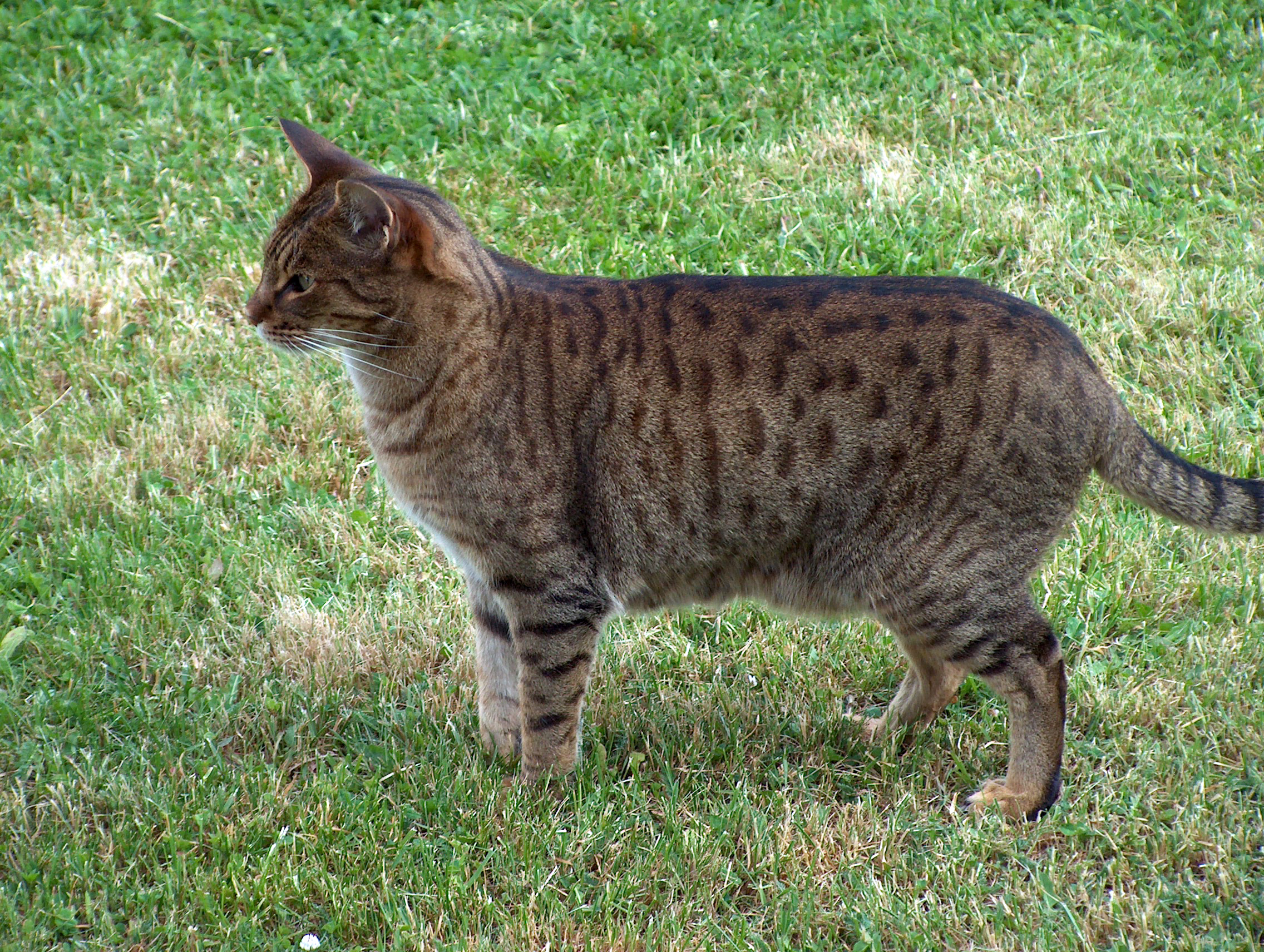
Оцикет

Оцикет — весела грайлива кішка, дуже віддана і ласкава, з м'яким характером. Цю породу нерідко називають — «кішка-собака» Дійсно, вона часто поводиться, як собака: приносить м'ячик, відгукується на своє ім'я і приходить попеститися. Ця кішка ніколи не ховається, якщо в гості приходять родичі або знайомі, навпаки, вона дуже товариська. Вона добре переносить переїзди й легко пристосовується до нового місця.
Від сіамських кішок оцикет зберіг потребу «поговорити», але меншою мірою. Нявканням вона висловлює якесь прохання або привертає до себе увагу.
Оцикет легко виховується і йому легко прищеплювати бажані правила поведінки.

## Забарвлення
У оцикета дуже широка гамма забарвлень. Найпоширеніші: шоколадне (шоколадні плями на світлішому тлі, майже жовтогарячому), коричневе (чорні або коричневі плями на інтенсивно теплому тлі), кориця (плями світло-коричневого кольору на тлі агути кольору слонової кістки), блакитне (блакитні плями на блідо-блакитному тлі), лілове (руді плями на блідо-блакитному тлі агути), жовто-руде (руді плями на тлі слонової кістки). Всі забарвлення існують також в сріблястому варіанті (фон дуже світлий, майже білий, сірий для чорно-сріблястого). Плямисте забарвлення колорпоінт, про яке говорять дуже рідко, також присутнє у всій гамі забарвлень, перерахованих вище. Плями у кішок пойнтового забарвлення виражені дуже слабо, як тіні, на тулубі, а також на лапах і хвості; очі при цьому забарвленні блакитні, як у сіамських котів, причому блакитні очі допускаються тільки в оцикетів колорпоінтів.

## Утримання і догляд
Оцикет — витривала здорова кішка і не вимагає складного догляду. Під час линяння їй потрібно періодично чистити щіткою шерсть. Щоб шерсть блищала, її протирають замшею. Ця кішка дуже грайлива, тому потрібно подбати, щоб їй не було нудно, наприклад поставити спеціальне дерево. Дуже добре, якщо є можливість виходити в сад (треба відзначити, що оцикет від будинку далеко не йде).

## Світлини

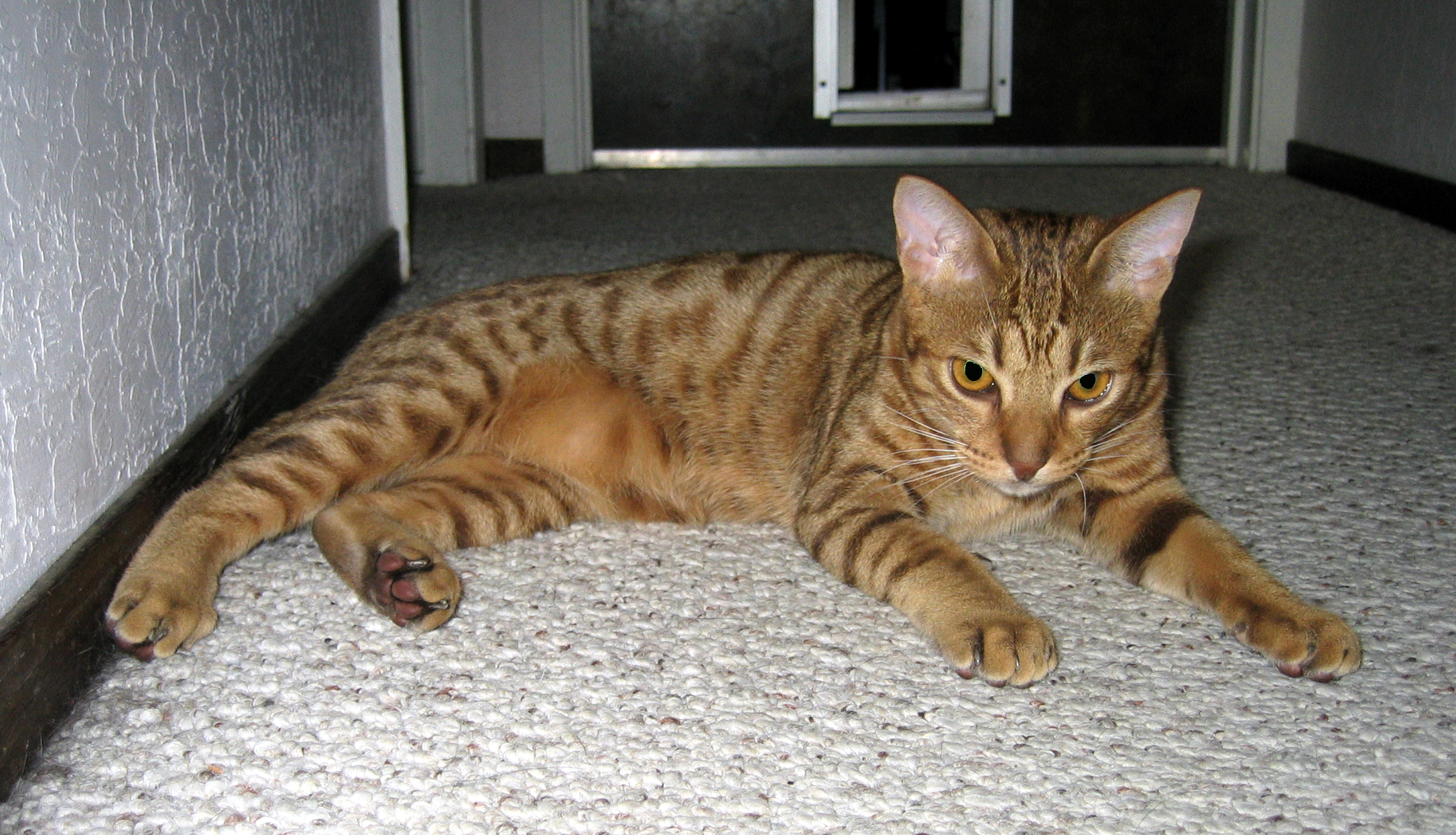
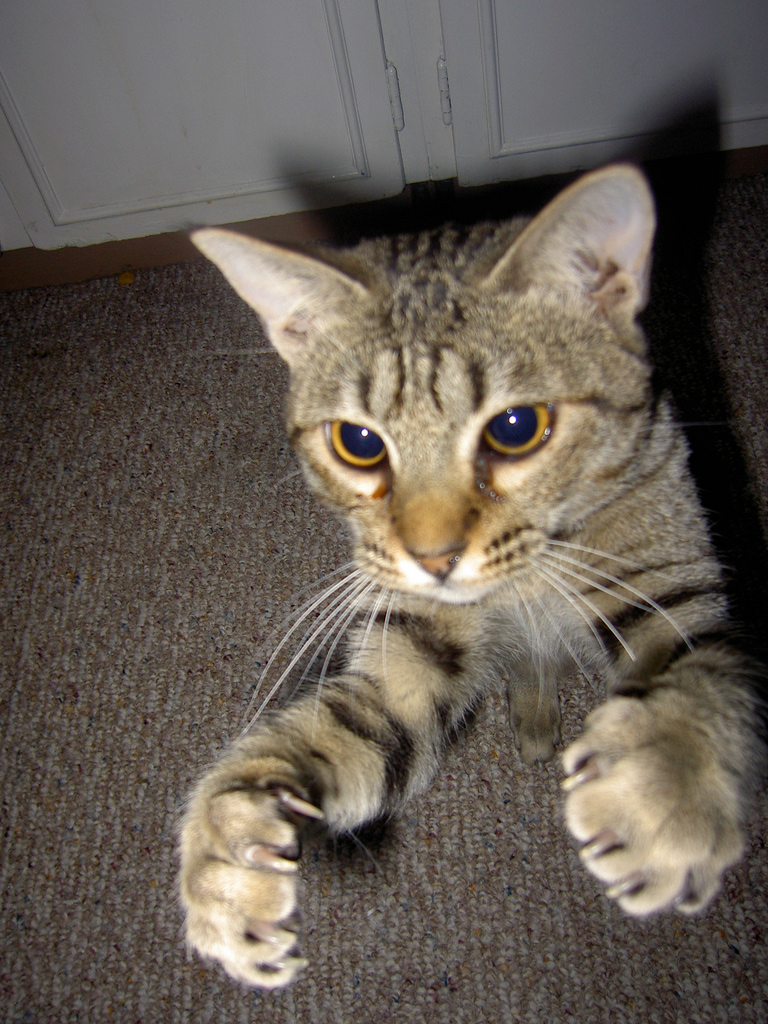
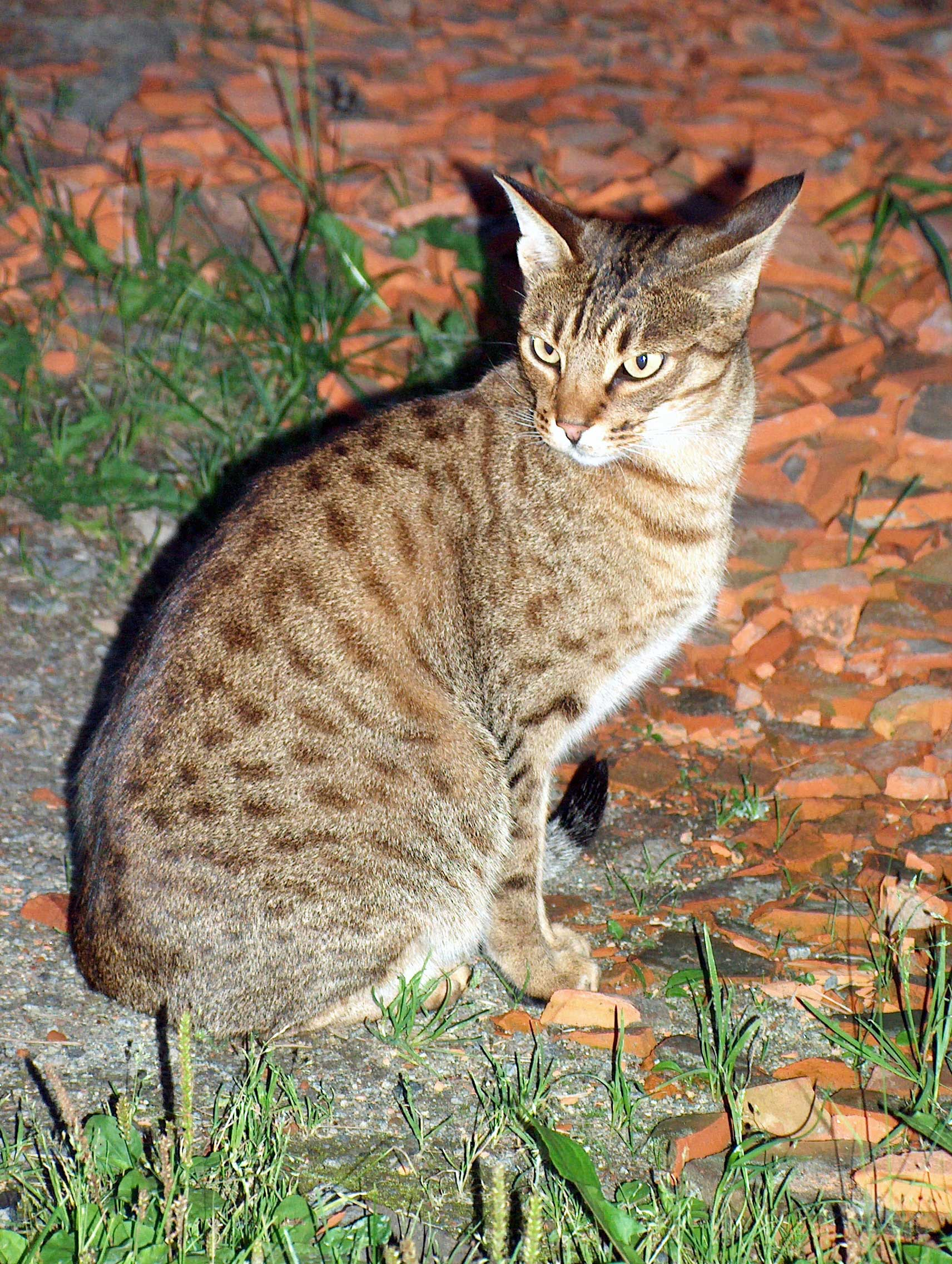
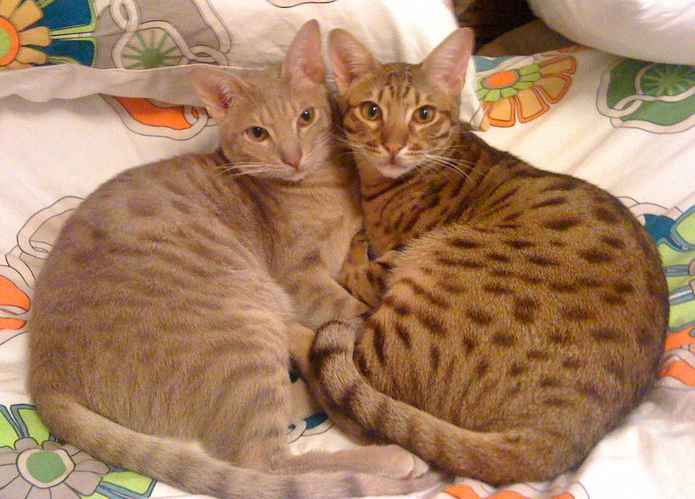
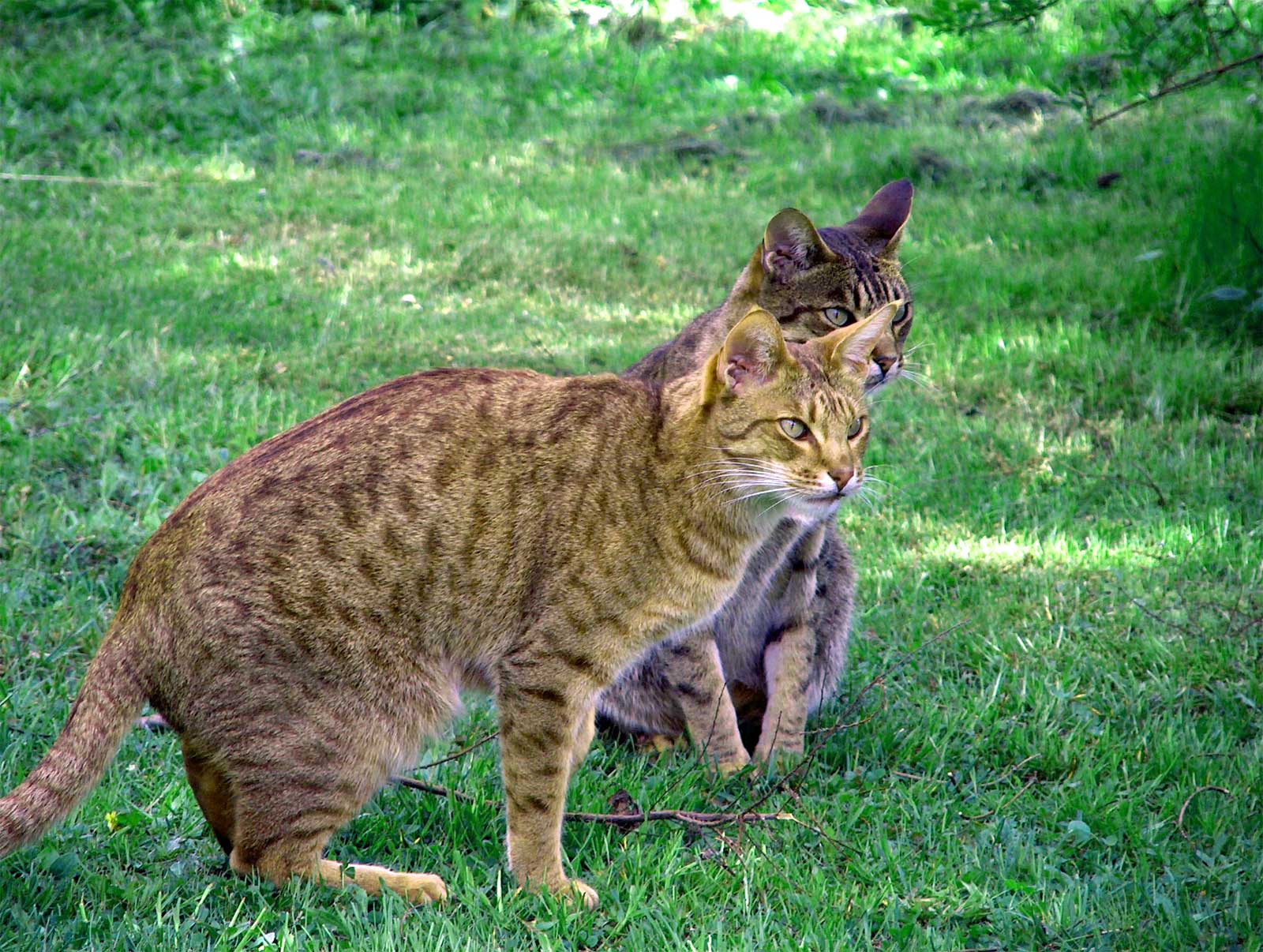
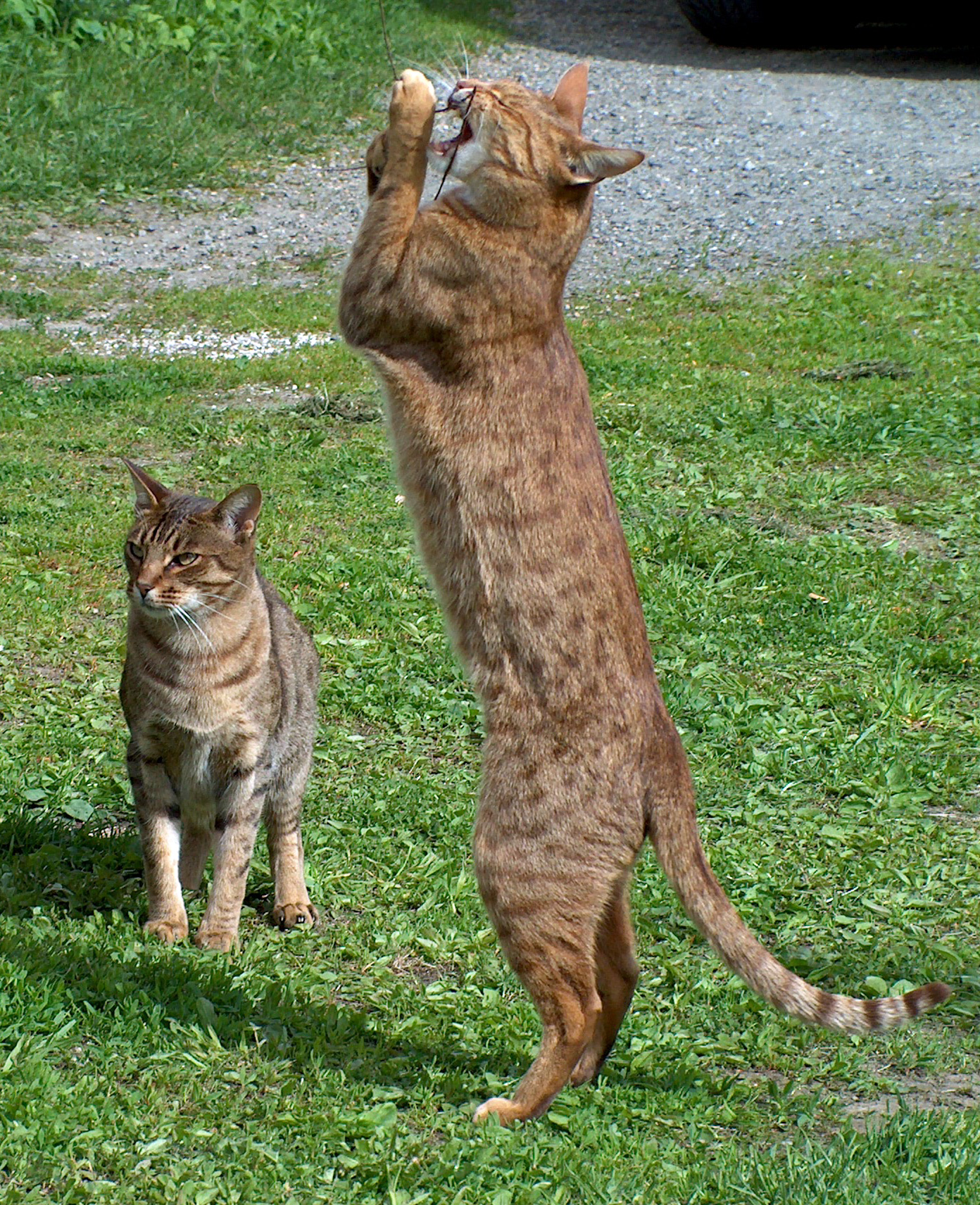